# Тугут, Франц фон
Барон Иоганн Амадеус Франц де Паула фон Тугут (нем. Johann Amadeus Franz de Paula Freiherr von Thugut; 8 марта 1736, Линц — 29 мая 1818, Вена) — австрийский политический деятель.

## Биография
Происхождение и первые годы его жизни окружены легендами; по одним известиям, он был подкидыш, по другим — сын бедного лодочника в Линце. Первоначальное его прозвище было Thunichtgut (нехорошо поступающий), из которого образовалось Thugut (хорошо поступающий). С раннего детства пользовался особым покровительством Марии-Терезии, которое вместе с его выдающимися способностями дало ему возможность сделать блестящую карьеру, несмотря на всю антипатию придворных сфер, не прощавших ему его происхождения и не любивших за его надменный характер.
В 1752 году поступил в школу восточных языков в Вене, в которой окончил курс в 1754 году. В том же году он поступил на службу в австрийское посольство в Константинополе. Там, повышаясь на службе, он с перерывами оставался до 1776 года. Особенно отмечены были его дипломатические заслуги на мирном конгрессе в Фокшанах (1772 год), за что Мария-Терезия пожаловала ему баронское достоинство. В 1776 году добился от Турции уступки Буковины в пользу Австрии.
Затем он был дипломатическим представителем Австрии при дворах неаполитанском, версальском, берлинском, варшавском и вновь неаполитанском.
В 1791 году был отправлен посланником в Париж. Там он близко познакомился с Мирабо и был посредником в переговорах между ним и двором; посредничество это было далеко не бескорыстным. Вообще, в своей дипломатической деятельности, Тугут не обнаруживал бескорыстия и к этому времени обладал уже крупным состоянием. Но значительную его часть он вложил во французские бумаги; он хотел воспользоваться своим пребыванием в Париже для спасения своего состояния, но это ему не удалось. В том же году он возвратился в Вену, и с той поры ненависть к революционной Франции была одним из главных двигательных мотивов его политики; почти в такой же степени он ненавидел, впрочем, и Пруссию.
В 1793 году он занял место генерального директора государственной канцелярии при Каунице и в последний год его жизни фактически был министром иностранных дел.
Во время войны с Францией несколько месяцев провел при австрийской армии в Австрийских Нидерландах, где своим непониманием военных дел и авторитетным притом тоном в их обсуждении значительно содействовал господствовавшей в армии неурядице. К тому же он обнаружил полное отсутствие мужества при неудачах. Военный совет в Турне в мае 1794 года, состоявшийся под его председательством, постановил очистить Бельгию, имея в виду потерю этой страны вознаградить территориальными приобретениями в Польше; очищение было произведено весьма поспешно, союзники не были заблаговременно предупреждены о нём, и оно нанесло значительный вред делу коалиции.
После смерти Кауница в 1794 году уже официально занял пост министра иностранных дел. Главным образом его делом было образование в 1795 году тройственного союза Англии, России и Австрии. Когда военные события и победы Бонапарта нанесли сильный удар Австрии и грозили её целости, то Тугут должен был заключить леобенский прелиминарный мир, одной из тайных статей которого было удаление со службы самого Тугута, состоялось в 1797 году. Тугут сохранил весь свой престиж при дворе и его заместитель Кобенцль был только исполнителем его политики.
В 1798 году Тугут вновь занял пост министра иностранных дел; назначение это само по себе служило симптомом разрыва с Францией; скоро была организована вторая коалиция против Франции, душой которой был Тугут.
Убийство французских послов около Раштатта (1799 год) было, по всей вероятности, или целиком делом Тугута, или по крайней мере совершенно не без его участия; во всяком случае он стоял во главе правительства, которое спустило на тормозах следствие по этому делу. Существуют основания предполагать, что при этом убийстве Тугут руководствовался не только своеобразно понятыми государственными интересами, но и непосредственно чисто личными соображениями, так как в похищенном у французских послов архиве были будто бы документы, позорящие личную честь австрийского министра. Так как все документы, касающиеся этого убийства, исчезли безвозвратно, то это обвинение не может быть ни доказано, ни опровергнуто.
В 1799 году был также председателем придворного военного совета («гофкригсрата») в Вене, пытался оттуда руководить операциями на театрах военных действий, стесняя инициативу командующих и мешая им.

Ничему путному не бывать, доколе Тугут не перестанет самовластвовать над военными действиями. Существа кабинетного права никогда в точности выполнены быть не могут.— из письма А.В.Суворова графу Растопчину: гл. II // Жизнь Суворова, им самим описанная, или собрание писем и сочинений его, изданных с примечаниями Сергеем Глинкою. — М.: типография Селивановского, 1819.
Новое торжество Наполеона принудило Тугута в 1801 году окончательно сложить с себя свои полномочия и удалиться в частную жизнь. Он был образцом ловкого, хитрого дипломата-интригана, прошедшего хорошую школу при дворе султана в Константинополе, не брезгавшего никакими средствами, даже прибегавшего к подкупу.